# Вільшанка (притока Марківки)
Вільшанка — річка в Україні та Молдові (Придністров'ї), у межах Крижопільського, Піщанського та Ямпільського районів Вінницької області та Кам'янського району невизнаного Придністров'я. Ліва притока Марківки (басейн Дністра).

## Опис
Довжина річки 34 км, площа басейну 216 км². Долина коритоподібна; заплава подекуди заболочена, завширшки 50—300 м. Річище слабозвивисте. Похил річки 5 м/км. У нижній течії лівий берег річки в багатьох місцях дуже високий і крутий.

## Розташування
Вільшанка бере початок на північний схід від селища Сухої Долини. Тече переважно на південний захід. Впадає до Марківки на східній околиці села Велика Кісниця.
Основна притока: Гарячківка (ліва).
- У нижній течії впродовж кількох кілометрів річкою проходить україно-молдовський кордон.

## Галерея

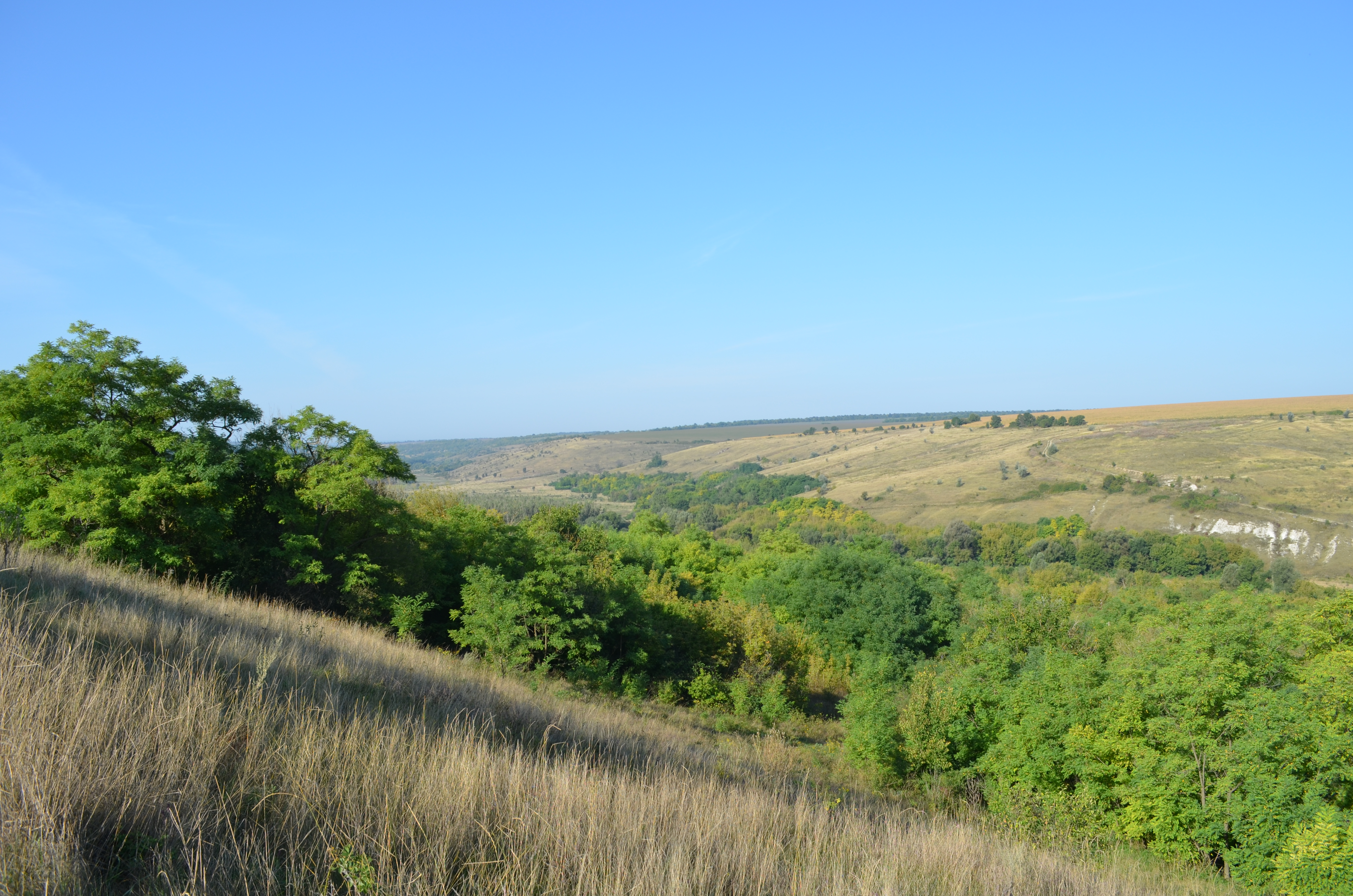
Долина річки Вільшанка у селі Верхня Слобідка
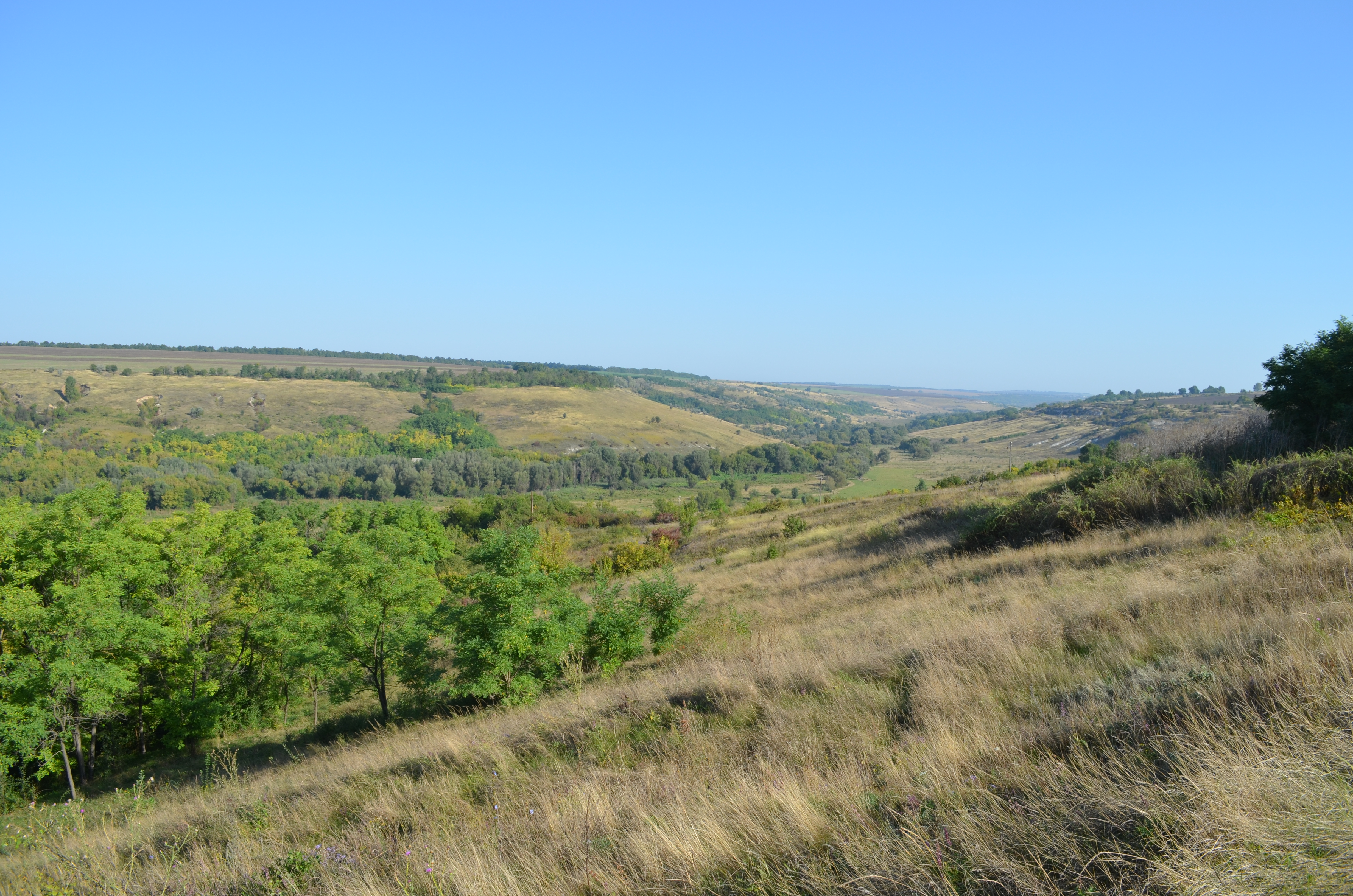
Долина річки Вільшанка у селі Верхня Слобідка
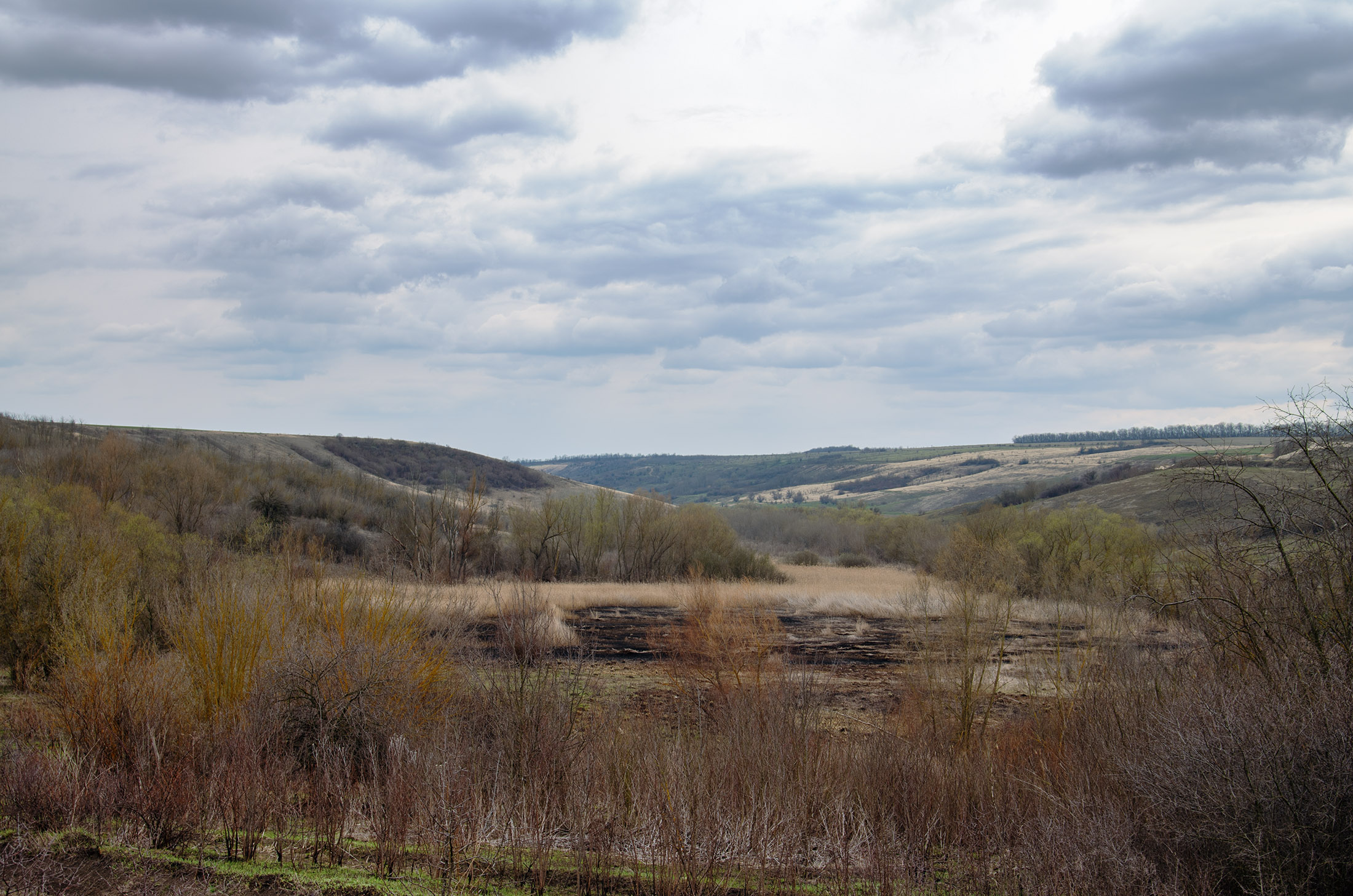
Долина річки на південь від с. Рудник, заказник Турська стінка